# Consulado General del Perú en Nagoya
El Consulado General del Perú en Nagoya es una misión consular del Perú ubicada en la cuarta ciudad más grande de Japón, y fue establecido el año 2008.
A partir del 25 de mayo de 2020, como medida de prevención del COVID-19, los servicios consulares están abiertos de 09:30 a 14:00 los lunes, miércoles y viernes.

## Cónsules generales
1. Eduardo Manuel Alfredo Llosa Larrabure (2008)[4]
2. Luis Gilberto Mendívil Canales (2008-2010)[5]
  - Carlos Alberto Ríos Segura (interino, 2010-2011)[6]
3. Gustavo Adolfo Peña Chamot (2011-2017)[7]
4. Antonio Pedro Miranda Sisniegas (2017-2022)[8]
  - Julissa de Jesús Alegre (interina, 2022)[9]
5. Luis Alfredo Espinoza Aguilar (2022-)[10]

## Consulados itinerantes
La jurisdicción del consulado general es bastante amplia, por ejemplo, la distancia de Nagoya a Naha es casi igual a la distancia de Puno a Iquitos. Los Consulados Itinerantes, por lo tanto, se llevan a cabo de manera irregular en las principales ciudades dentro de la jurisdicción.